# Браун, Ширли
Ширли Браун (англ. Shirley Brown); род. 6 января 1947, Уэст-Мемфис, Арканзас, США) — американская блюзовая певица, автор песен. Номинант Blues Music Awards в номинации «Исполнительница соул-блюза» (1995, 2010). Наиболее известна как исполнительница хита #1 в Hot R&B/Hip-Hop Songs 1974 года «Woman to Woman» (#22 в Billboard Hot 100)

## Биография
Ширли Браун родилась в 1947 году в Арканзасе, в 1956 году переехала с семьёй в Сент-Луис, где начала петь в церковном хоре. Затем семья переехала в Мадисоне, Иллинойс, где она продолжила петь госпел. Ранний опыт госпел развил её мощный и выразительный голос в духе Ареты Франклин. В 14-летнем возрасте её, поющую в клубе Harlem в Бруклине, Иллинойс, увидел Альберт Кинг, и пригласил присоединиться к его группе, наняв её репетитора. В течение девяти лет Ширли Браун гастролировала вместе с Альбертом Кингом, затем с Литтл Милтоном .  
В 1972 году Ширли Браун жила в Ист-Сент-Луисе, Иллинойс, где она впервые записала для лейбла Abet сингл под названием «I Ain't Gonna Tell»/«Love Built on a Strong Foundation». В 1974 году Альберт Кинг порекомендовал певицу менеджерам Stax Records в Мемфисе, Теннесси. В 1974 году Ширли Браун записала свой хит «Woman to Woman», возглавивший чарт R&B/Hip-Hop Songs и проданный к декабрю 1974 года в количестве более миллиона копий, получив таким образом «золотой» статус. Он также попал в Billboard Hot 100 (#22) и был номинирован на Грэмми в номинации «Лучшее женское вокальное исполнение в стиле ритм-энд-блюз». «„Woman to Woman“ — одна из вех в истории южной соул-музыки. Начинаясь с драматического рэпа, песня повествует о женщине, которая решила удержать своего мужчину и рассказать об этом по телефону своей сопернице, и затрагивает тему, на которую люди и сегодня сильно реагируют. Хотя сама история была достаточно интригующей, именно великолепное вокальное исполнение Ширли Браун подняло эту запись на новый уровень» .
Этот хит стал последним крупным успехом Stax Records , которая в том же году выпустила полноценный LP под одноимённым названием, который имел умеренный успех. Следующий сингл «It Ain’t No Fun» был успешен, но вскоре Stax Records закрылась. 
Ширли Браун подписала контракт с Arista Records, записала два сингла, оба попали в R&B/Hip-Hop Songs, а «Blessed Is the Woman (With a Man Like Mine)» в Billboard Hot 100 добрался до 102 места.  
В дальнейшем певица регулярно записывалась, хотя повторить успех 1974 года не смогла. С 1989 года записывалась на Malaco Records, большинство её альбомов попадало в чарт R&B Albums. Много выступала и имела популярность, в основном в южных штатах США.
«Ширли Браун часто сравнивали с Аретой Франклин, но её богатый внушительный голос, смягченный деликатностью и сладостью, полностью принадлежит ей» .
Продюсер Фредерик Найт сказал что: «Я думаю, что Ширли — одна из самых феноменальных певиц современности. Я не думаю, что она уже получила то признание, которого заслуживает, но я думаю, что она получит его до того, как всё будет сказано и сделано. Она действительно звучит как более свежая версия Ареты Франклин» .

## Дискография

### Альбомы
| Год  | Название              | Позиция в чарте | Позиция в чарте |
| Год  | Название              | US R&B          | US Pop          |
| ---- | --------------------- | --------------- | --------------- |
| 1974 | Woman to Woman        | 11              | 98              |
| 1977 | Shirley Brown         | ―               | ―               |
| 1979 | For the Real Feeling  | ―               | ―               |
| 1984 | Intimate Storm        | ―               | ―               |
| 1989 | Fire & Ice            | 66              | ―               |
| 1991 | Timeless              | 63              | ―               |
| 1993 | Joy and Pain          | ―               | ―               |
| 1995 | Diva of Soul          | 67              | ―               |
| 1997 | The Soul of a Woman   | ―               | ―               |
| 1998 | Three Way Love Affair | ―               | ―               |
| 2000 | Holding My Own        | ―               | ―               |
| 2004 | Woman Enough          | ―               | ―               |
| 2009 | Unleashed             | ―               | ―               |

### Синглы
| Год  | Название                                      | Позиция в чарте | Позиция в чарте | С альбома            |
| Год  | Название                                      | US R&B          | US Pop          | С альбома            |
| ---- | --------------------------------------------- | --------------- | --------------- | -------------------- |
| 1974 | «Woman to Woman»                              | 1               | 22              | Woman to Woman       |
| 1975 | «It Ain’t No Fun»                             | 32              | 94              | Woman to Woman       |
| 1977 | «Blessed Is the Woman (With a Man Like Mine)» | 14              | —               | Shirley Brown        |
| 1977 | «I Need Somebody to Love Me»                  | 50              | —               | Shirley Brown        |
| 1978 | «I Can’t Move No Mountains»                   | 92              | —               | Non-album single     |
| 1979 | «After a Night Like This»                     | 73              | —               | For the Real Feeling |
| 1980 | «You’ve Got to Like What You Do»              | 73              | —               | Non-album single     |
| 1984 | «This Used to Be Your House»                  | 70              | —               | Intimate Storm       |
| 1984 | «I Don’t Play That»                           | 68              | —               | Intimate Storm       |
| 1985 | «Boyfriend»                                   | 69              | —               | Intimate Storm       |
| 1989 | «Ain’t Nothin' Like the Lovin' We Got»        | 46              | —               | Fire & Ice           |
| 1995 | «You Ain’t Woman Enough (To Take My Man)»     | 80              | —               | Diva of Soul         |